# Cartago (Kostarika)
Cartago je hlavní město stejnojmenné provincie v Kostarice, v letech 1574–1824 hlavní město celé země. Nachází se v nadmořské výšce 1435 m jihozápadně od sopky Irazú. Založil jej v roce 1562 španělský dobyvatel Juan Vázquez de Coronado, šlo o vůbec první úspěšně založené sídlo na území Kostariky. Několikrát bylo vážně poničeno silnými zemětřeseními. V centru města se nachází Bazilika Panny Marie Andělské (Basílica de Nuestra Señora de los Ángeles), původně postavená v roce 1639, ale později zničená. Současná budova byla dokončena v roce 1924.

## Partnerská města
- Toluca, Mexiko[2]
- Masaya, Nikaragua (1968)[3]
- Granada, Nikaragua[2]
- Zapopan, Mexiko[4]
- Oaxaca de Juárez, Mexiko[2]
- Coyuca de Catalán, Mexiko[2]
- Kao-siung, Tchaj-wan[2]